# Hypoxis vaginata
Hypoxis vaginata är en enhjärtbladig växtart som beskrevs av Diederich Franz Leonhard von Schlechtendal. Hypoxis vaginata ingår i släktet Hypoxis och familjen Hypoxidaceae.

## Underarter
Arten delas in i följande underarter:
- H. v. brevistigmata
- H. v. vaginata